# Mistrzostwa Polski Strongman A-S 2009
Mistrzostwa Polski Strongman Aneta-Strong 2009 – indywidualne zawody polskich siłaczy, które odbyły się 29 sierpnia 2009 r. w Malborku.
Wyniki kwalifikacji:
| Miejsce | Zawodnik              | Punkty |
| ------- | --------------------- | ------ |
| 1.      | Mariusz Pudzianowski  | 64     |
| 2.      | Robert Szczepański    | 59     |
| 3.      | Krzysztof Radzikowski | 57     |
| 4.      | Bartłomiej Bąk        | 52,5   |
| 5.      | Jarosław Korzeniewski | 52     |
| 6.      | Gabriel Kowalski      | 51,5   |
| 7.      | Sebastian Kurek       | 49     |
| 8.      | Tomasz Kowal          | 49     |
| 9.      | Lubomir Libacki       | 49     |
| 10.     | Wojciech Jastrząb     | 49     |
| 11.     | Grzegorz Szymański    | 48     |
| 12.     | Sebastian Kowalczyk   | 43,5   |
| 13.     | Krzysztof Schabowski  | 37,5   |
| 14.     | Adam Zmysłowski       | 36     |
| 15.     | Robert Nemś           | 34     |
| 16.     | Rafał Wilczyński      | 30     |
| 17.     | Artur Lech            | 29,5   |
| 18.     | Jacek Ostrowski       | 29     |
| 19.     | Michał Szymerowski    | 26,5   |
| 20.     | Artur Patyk           | 26     |
| 21.     | Marcin Stankiewicz    | 21     |
| 22.     | Mateusz Ostaszewski   | 21     |
| 23.     | Krzysztof Kacnerski   | 20     |
| 24.     | Sławomir Rychłowski   | 19     |
| 25.     | Andrzej Zieleniecki   | 18     |

Do finału zakwalifikowało się ośmiu najlepszych zawodników.
Klasyfikacja końcowa zawodów:
| Miejsce | Zawodnik              | Punkty |
| ------- | --------------------- | ------ |
| 1.      | Robert Szczepański    | 36     |
| 2.      | Mariusz Pudzianowski  | 36 (*) |
| 3.      | Krzysztof Radzikowski | 30     |
| 4.      | Bartłomiej Bąk        | 19,5   |
| 5.      | Tomasz Kowal          | 17,5   |
| 6.      | Gabriel Kowalski      | 14     |
| 7.      | Sebastian Kurek       | 13     |
| 8.      | Jarosław Korzeniewski | 8      |

(*) Mariusz Pudzianowski, pomimo uzyskania tej samej liczby punktów, zajął drugie miejsce, z uwagi na mniejszą liczbę wygranych konkurencji.